# Sprachreform
Eine Sprachreform im weiteren Sinn entspringt in den meisten Fällen dem Bestreben, durch Vereinheitlichung einer Sprache das Volk, das diese Sprache benutzt, ebenfalls zu einigen und seine nationalstaatliche Unabhängigkeit zu fördern bzw. erst zu erwirken. In Europa fanden deshalb viele Sprachreformen im 19. Jahrhundert statt, einer Epoche des gesteigerten Nationalbewusstseins. Von der Sprachreform zu unterscheiden ist die Rechtschreibreform, bei der nur die Regeln der Schriftsprache geändert werden. Natürlich gibt es auch Mischformen.

## Beispiele für Sprachreformen
Die ersten Versuche, die neuhochdeutsche Sprache zu reformieren, gehen auf die Bestrebungen der 1617 gegründeten Fruchtbringenden Gesellschaft zurück, deren einzelne Mitglieder, u. a. Justus Georg Schottelius, vor allem die Grammatik zu reformieren suchten. Anderen Mitgliedern ging es mehr um Eindeutschung von Latinismen, und wir verdanken ihnen Wörter wie Rechtschreibung (statt Orthographie) und Sprachlehre (statt Grammatik). Philipp von Zesens etwas skurriler Versuch, auch die Rechtschreibung zu reformieren, scheiterte jedoch am Widerstand anderer Mitglieder.
Für die griechische Sprache entwickelte Adamantios Korais (1748–1833) zu Beginn des 19. Jahrhunderts die Katharevousa („die Gereinigte“), die heute als Zwischenglied zwischen Alt- und Neugriechisch bezeichnet werden kann. Die Volkssprache Dimotiki, die seit dem Mittelalter Umgangssprache in Griechenland, Kleinasien und Konstantinopel war, ersetzt seit 1976 offiziell die inzwischen veraltete Katharevousa. Viele Katharevousa-Worte drangen aber in der Zwischenzeit in die Dimotiki ein.
Das Revolutionsjahr 1848 löste bei vielen Völkern, die dem Vielvölkerstaat Österreich-Ungarn angehörten, Bestrebungen zu Sprachreformen aus. Die Reformen der tschechischen Sprache führten unter anderem zur Trennung der Prager Karls-Universität in eine deutsche und eine tschechische Universität. Die gleichzeitige Reform der slowakischen Sprache wurde unter der Leitung von Ľudovít Štúr 1851 abgeschlossen.
In der norwegischen Sprache fanden im Laufe des 19. Jahrhunderts ebenfalls mehrere Sprachreformen statt, die schließlich zur Trennung von Bokmål und Nynorsk führten. Bokmål ist eine Tochtersprache des Dänischen, Nynorsk gründet in den norwegischen Mundarten und steht damit eher dem Schwedischen, dem Isländischen und Färöischen nahe.
Die russische Sprache hat im Wesentlichen zwei Sprachreformen erlebt, das erste Mal durch Peter den Großen, der im Jahre 1724 die russische Akademie der Wissenschaften gründete, das zweite Mal 1918 nach der Oktoberrevolution.
Seit 1928 wird die türkische Sprache durch eine von Kemal Atatürk (1881–1938) mitentwickelte Variante der lateinischen Schrift wiedergegeben. Atatürk nannte dieses neue Schriftsystem Neues türkisches Alphabet und die Umstellung nannte man Buchstabenrevolution. Grundlage für die Standardsprache war der Istanbuler Dialekt. Die frühere Schriftsprache des Türkischen heißt Osmanisch und wurde mit der arabischen Schrift wiedergegeben. Für die Durchführung der Sprachreform gründete Atatürk die Türkische Sprachgesellschaft (Türk Dil Kurumu).
In China wurde im Laufe des 20. Jahrhunderts die klassische Schriftsprache Wenyan mehr und mehr durch Baihua ersetzt. Die wichtigste Reform der koreanischen Sprache fand 1446 mit der Einführung des Hangeul-Alphabets statt.
Ein Sonderfall einer Sprachreform ist die Entwicklung des Neuhebräischen. Elieser Ben-Jehuda (1858–1922) begann den bisher einzigartigen Versuch, eine Sakralsprache in eine neue Standardsprache umzuwandeln.

## Bekannte Rechtschreibreformen
- für die russische Sprache 1917: Wegfall von drei kyrillischen Buchstaben.
- für die dänische Sprache 1948: Ersatz der Buchstabenverbindung Aa durch Å.
- für die französische Sprache 1990.
- für die deutsche Sprache: Reform der deutschen Rechtschreibung von 1996.